# پیش‌بینی جریان نقدی
پیش‌بینی جریان نقدی (انگلیسی: Cash flow forecasting) وجوه نقد از منابع مهم و حیاتی هر واحد اقتصادی بشمار می‌آید و جریان نقدی برای هر کسب‌وکاری عامل حیاتی محسوب می‌شود و پیش‌بینی جریان نقدی، از مهم‌ترین ضروریت‌های مدیریت واحدهای اقتصادی است. سرمایه‌گذاران، اعتباردهندگان و سایر استفاده‌کنندگان اطلاعات حسابداری، برای اتخاذ تصمیم‌های مالی و سرمایه‌گذاری، نیازمند اطلاعات مربوط به جریان‌های نقدی هستند.
حیات یک واحد اقتصادی تا حد زیادی به جریان وجوه نقد آن بستگی دارد و ایجاد توازن میان وجه نقد در دسترس و نیازهای نقدی، مهم‌ترین عامل سلامت اقتصادی آن واحد می‌باشد. وضعیت نقدینگی یک شرکت، همواره مبنای قضاوت بسیاری از ذی‌نفعان همچون سرمایه‌گذاران، اعتباردهندگان، تحلیل‌گران و سایر استفاده‌کنندگان، دربارهٔ موقعیت اقتصادی است، پیش‌بینی جریان وجوه نقد از اهمیت زیادی برخوردار می‌باشد.